# Ставракий
Ставракий (на гръцки: Σταυράκιος) е византийски император, управлявал от 26 юли до 2 октомври 811 година.

## Произход и управление
Ставракий е син император Никифор I Геник. Ставайки император през 803 г., Никифор обявява Ставракий за съимператор и започва да му търси жена. След дълъг избор из цялата империя, е устроен оглед на невести, и той намира, накрая, подходящата жена. Макар и сгодена, Никифор ги развежда и я дава на своя син Ставракий.
На Ставракий е поверено командването на гвардейската тагма на иканатите (Ἱκανάτοι) и участва в катастрофалния поход срещу България през 811 година. Той е тежко ранен, но успява да се върне в столицата като един от малцината оцелели от битката при Върбишкия проход. Още в Адрианопол е обявен за единствен император.
Византийският хронист Теофан Изповедник пише: „Нито с вида си, нито със силата си, нито с разума си Ставракий бил годен за такова толкова високо назначение“. От загубата на кръв и раните си, Ставракий толкова отслабнал, че в остатъка от пътя до Константинопол го носят на носилка. Теофан също разказва, че Ставракий има непреклонен характер и често обсипва с ругатни тези, които са го въздигнали.
Властта на Ставракий е слаба и дворът се раздира от вражди между фракцията на съпругата му Теофано и тази на сестра му Прокопия. През октомври 811 г. стават известни намеренията му да провъзгласи за свой приемник Теофано.
Куропалат Михаил Рангаве, съпруг на императорската сестра Прокопия, е въвлечен в придворен заговор. Ставракий научава за това и нарежда да ослепят Михаил, но заповедта закъснява. На 2 октомври 811 г. заговорниците събират войници на Хиподрума и ги уговарят да признаят за император Михаил Рангаве. Сенатът и патриархът също поддържат Михаил. Ставракий като разбира за своето низложение, веднага облича монашеско расо, оттегля се в манастир и умира на 11 януари 812 г. от получените рани в битката при Върбишкия проход.